# Horsley Woodhouse
Horsley Woodhouse – wieś w Anglii, w hrabstwie Derbyshire, w dystrykcie Amber Valley. W 2001 miejscowość liczyła 1225 mieszkańców.